# Carl-Erik Asplund
Carl-Erik Asplund (n. 14 septembrie 1923, Föllinge⁠(d), Comitatul Jämtland, Suedia – d. 8 ianuarie 2024) a fost un patinator de viteză ce a reprezentat Suedia, medaliat olimpic. A participat la o ediție a Jocurilor Olimpice (1952) în care a câștigat o medalie de bronz.